# Lathrop (Misuri)
Lathrop es una ciudad situada en el condado de Clinton, Misuri, Estados Unidos. Tiene una población estimada, a mediados de 2022, de 2265 habitantes.

## Geografía
La localidad está ubicada en las coordenadas 39°33′43″N 94°19′11″O / 39.56194, -94.31972 (39.561848, -94.319853). Según la Oficina del Censo, tiene una superficie de 10.86 km², correspondientes en su totalidad a tierra firme.

## Demografía
Según el censo de 2020, en ese momento había 2271 personas residiendo en la localidad. La densidad de población era de 209.12 hab./km². El 92.12% de los habitantes eran blancos, el 0.53% eran amerindios, el 0.31% eran afroamericanos, el 0.09% eran asiáticos, el 0.62% eran de otras razas y el 6.34% eran de una mezcla de razas. Del total de la población, el 2.86% eran hispanos o latinos de cualquier raza.